# Doxologie
Une doxologie est une formule de louanges employée dans la liturgie chrétienne. Elle est en général exécutée en tant que finale de prières. 

## Étymologie
Le terme doxologie vient du grec ancien doxa (δόξα, « gloire ; opinion »), et logos (λόγος, « parole ; discours »). Il signifie : « parole de gloire »,. Si la chose elle-même existe depuis les psaumes, il semble que ce mot n'apparaisse qu'assez récemment dans l'usage de la langue française, au XVIIe siècle.

## Dans le christianisme

### Dans la tradition catholique
La doxologie est une prière de louange et geste d'offrande pour signifier que le corps et le sang du Christ constituent l'offrande d'un seul sacrifice. Dans la longue tradition de l'Église romaine, la louange à la sainte Trinité est habituellement distinguée.
Au nom de l'assemblée, dans l'Esprit Saint, le prêtre offre le sacrifice de Jésus à son Père dans une courte prière. Sommet de la prière eucharistique trinitaire chrétienne, la doxologie est donc une « parole de gloire », c’est-à-dire une formule célébrant la gloire de Dieu terminant la prière eucharistique de la Messe ou aussi celui chanté dans les psaumes : en ce sens le Gloria de la messe et l'hymne Te Deum sont aussi des doxologies (grande doxologie, action de grâce qui terminait l'office du matin, devenue le Gloria de la messe). 
La formule « Gloire au Père, au Fils et au Saint-Esprit, ainsi qu'il était au commencement, maintenant et à jamais, pour les siècles des siècles. Amen. », qui conclut les dizaines du rosaire, est aussi une doxologie (petite doxologie) de même que la formule concluant la récitation actuelle du Notre Père : « car c’est à Toi qu’appartiennent le règne, la puissance et la gloire pour les siècles des siècles. Ainsi soit-il. » 
Notamment dans la liturgie des heures, il s'agit de la conclusion des psaumes ainsi que de la dernière strophe des hymnes.

#### Exemple
- Psaume 150 Laudate Dominum[4]

V

Laudate eum in cymbalis benesonantibus

laudate eum in cymbalis jubilationis

Louez-le avec les cymbales sonores !

Louez-le avec les cymbales qui font éclater la joie !

VI (doxologie)

Omnis spiritus laudet Dominum.

Que tout ce qui respire loue le Seigneur !

(verset)

Gloria Patri.

Gloire au Père.
Cette doxologie, si courte, n'est pas simplement la conclusion de ce psaume. Comme il s'agit du dernier de 150 psaumes, « Ce verset résume tout le Psautier, le livre des louanges, comme le nommaient les Juifs. »
- Hymne d'Ambroise de Milan, Deus, Creator omnium (IVe siècle)[5]

VII

Exuta sensu lubrico,

te cordis alta somnient, 

nec hostis invidi dolo

pavor quietos suscitet.

Dépouillé des pensées mauvaises,

que le fond des cœurs rêve à vous,

sans que la ruse de l'Envieux ennemi

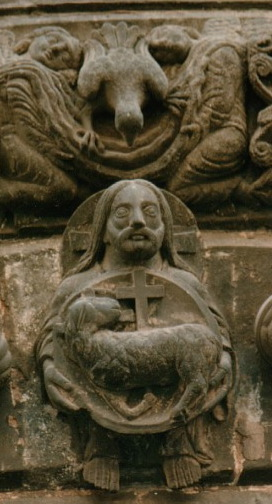
La doxologie est une formule célébrant la Gloire de Dieu, notamment en tant que Trinité. (Basilique de Saint-Denis)

éveillez, effarés, ceux qui dorment !

VIII (doxologie propre)

Christum rogamus et Patrem,

Christi Patrisque Spiritum ;

unum potens per omnia,

fove precantes, Trinitas.

Nous implorons le Christ et le Père,

et l'Esprit du Christ et du Père ;

unique autorité sur tout ;

ô Trinité, soutiens ceux qui vous invoquent !
Il composa cette hymne pour les offices du soir, à savoir les vêpres de nos jours. Étant donné que le terme latin Trinitas avait déjà été utilisé par Tertullien († vers 220) dans l'histoire du christianisme, saint Ambroise soulignait ce dogme avec sa doxologie. À cette époque-là, même après le concile de Nicée, l'hérésie d'Arius était en effet si puissante que l'évêque de Milan dut établir un meilleur modèle. Donc cette tradition dans la doxologie remonte jusqu'à ce siècle. La doxologie Christum rogamus était très fréquemment adoptée par d'autres hymnes liturgiques.
- Hymne d'Ambroise de Milan, Splendor paternæ gloriæ (IVe siècle), ainsi que traduction et paraphrase par Jean Racine (1688)[9]

VIII 

Aurora cursus provehit,

Aurora totus prodeat,

In Patre totus Filius,

Et totus in Verbo Pater.

L'aurore luit sur l'hémisphère :

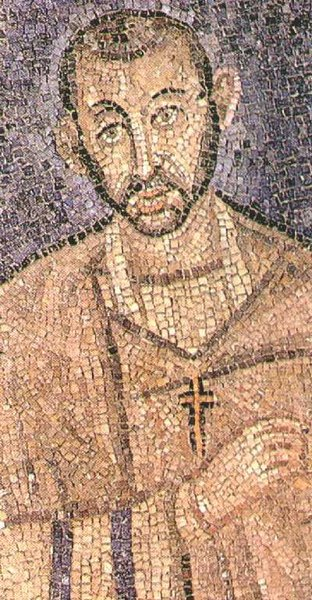
Saint Ambroise.

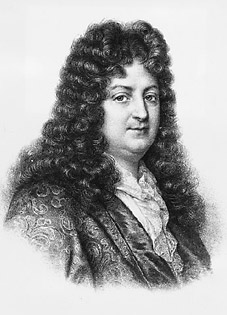
Jean Racine.

Que Jésus dans nos cœurs daigne luire aujourd'hui,

Jésus, qui tout entier est dans son divin Père,

Comme son divin Père est tout entier en lui.

(doxologie attachée)

Deo Patri sit gloria

Ejusque soli Filio,

Cum Spritu Paracleto,

Et nunc et in perpetuum. Amen.

Gloire à toi, Trinité profonde,

Père, Fils, Esprit saint : qu'on t'adore toujours,

Tant que l'astre des temps éclairera le monde,

Et quand les siècles même auront fini leur cours. Amen.
Il est évident que Racine ajouta le terme Trinité selon la tradition.

### Dans la tradition byzantine
La doxologie est l'action de glorifier ou de confesser la gloire ou la sainteté de Dieu ; c'est une formule liturgique, souvent trinitaire, de louange à Dieu et de reconnaissance de sa gloire. On peut donc, au sens large, appeler doxologie toute phrase ou texte qui effectue cette glorification.
La grande doxologie est également une hymne chantée à la fin des matines solennelles : elle commence par les paroles issues de l'épisode de la Nativité du Christ (Luc 2, 14), «  Gloire à Dieu dans les lieux très hauts, et paix sur la terre, bienveillance parmi les hommes. ». La petite doxologie reprend ce verset en combinaison avec le verset du Psaume 50 «  Seigneur, Tu ouvriras mes lèvres et ma bouche proclamera Ta louange. » Aux matines (trois fois le premier verset, deux fois le second) elle inaugure la lecture de l'hexapsalme ; à la liturgie (deux fois le premier verset, une fois le second) elle fait partie des prières sacerdotales prononcées à voix basse dans le sanctuaire avant la première bénédiction (« Béni soit le Royaume du Père, du Fils et de l'Esprit Saint, maintenant et toujours et dans les siècles des siècles. »). 
La doxologie «  Gloire au Père et au Fils et au Saint Esprit, maintenant et toujours et dans les siècles des siècles. Amen », qui conclut toute série de stichères et de tropaires, est souvent divisée en deux. On dit d'abord «  Gloire au Père et au Fils et au Saint Esprit  », on dit un premier tropaire ou stichère correspondant (parfois un doxastikon), puis on achève avec « maintenant et toujours et dans les siècles des siècles. Amen » et un tropaire ou stichère correspondant (souvent un théotokion). À la huitième ode du canon, cette doxologie est remplacée par une autre, adaptée du texte du cantique des Trois jeunes gens dans la fournaise : « Bénissons le Père et le Fils et le Saint Esprit, le Seigneur, maintenant et toujours et dans les siècles des siècles. Amen. ».